# Gordan Vidović
Gordan Vidović (Sarajevo, BiH, 23. lipnja 1968.) je bivši belgijski nogometaš i reprezentativac podrijetlom iz Bosne i Hercegovine.
Prvi igračev klub bio je FK Igman iz Ilidže, sarajevskog predgrađa. Tamo su ga uočili predstavnici Željezničara u koje je uskoro zaigrao u seniorskoj momčadi. Početkom rata u BiH, Vidović prelazi u švicarski St. Gallen. Nakon toga odlazi u Belgiju te nastupa za klubove KVK Tienen i Royal Capellen gdje je bio najbolji klupski strijelac. 1995. Vidović potpisuje za Mouscron za koji je nastupao do igračkog umirovljenja 2003. godine. Za klub je ukupno nastupio u 182 utakmice te postigao 45 pogotka.
Vidović je izvorno bio napadač ali je tijekom nastupa za Mouscron pod vodstvom trenera Georgesa Leekensa postao centralni branič. Igrač je tijekom karijere u Belgiji stekao belgijsko državljanstvo te je nastupao za belgijsku reprezentaciju u 18 susreta. Kruna reprezentativne karijere bio mu je nastup za nacionalnu momčad na Svjetskom prvenstvu u Francuskoj 1998. godine.

## Vanjske poveznice
- Karijera igrača na National-Football-Teams.com
- Profil igrača na Player History.com
- Profil igrača na Weltfussball.de